# Franz von Wolff-Metternich
Pour les articles homonymes, voir Metternich (homonymie).
Franz von Wolff-Metternich zur Gracht, né le 31 décembre 1893 à Feldhausen et mort le 25 mai 1978 à Cologne, est un aristocrate allemand, membre de la famille von Wolff-Metternich. Il a fait une carrière d'historien de l'art et de conservateur. 

## Biographie
Il épouse au château de Herdringen le 5 novembre 1925 Alice de Fürstenberg (1900–1991). Il étudie l'histoire de l'art à l'université de Bonn, où il reçoit sa promotion (habilitation) de Paul Clemen. Ensuite, il travaille aux œuvres mémorielles de la province de Rhénanie et de 1928 à 1950 a le grade de conservateur provincial.
Il dirige le service du Kunstschutz au sein de la Wehrmacht de 1940 à 1942 en France occupée. Pendant l'occupation allemande, il est à Paris en rapport avec le directeur Jacques Jaujard, après l'évacuation des œuvres d'art majeures du musée du Louvre en tant que responsable de la protection des œuvres d'art « de l'ennemi » selon le principe du Kunstschutz. Il s'oppose aux saisies par les autorités allemandes, y compris d'œuvres propriétés de familles juives, ce qui lui vaut son rappel à Berlin et sa suspension de poste.
Il est en service aux Affaires étrangères de la République fédérale allemande de 1950 à 1952, puis il est directeur de la Bibliotheca Hertziana à Rome de 1953 à 1962, année où il prend sa retraite.
Il reçoit les insignes de chevalier de la Légion d'honneur des mains du général de Gaulle en 1952 sur recommandation de Jacques Jaujard pour avoir permis la protection de nombreuses œuvres du Louvre durant l'occupation,.

## Hommage au cinéma
2015 : Francofonia, d'Alexandre Sokourov.